# Unchair
Unchair és un municipi francès, situat al departament del Marne i a la regió del Gran Est. L'any 2007 tenia 156 habitants.

## Demografia

### Població
El 2007 la població de fet d'Unchair era de 156 persones. Hi havia 56 famílies, de les quals 12 eren unipersonals (4 homes vivint sols i 8 dones vivint soles), 12 parelles sense fills, 24 parelles amb fills i 8 famílies monoparentals amb fills.
La població ha evolucionat segons el següent gràfic:
Habitants censats

### Habitatges
El 2007 hi havia 75 habitatges, 62 eren l'habitatge principal de la família, 6 eren segones residències i 7 estaven desocupats. Tots els 75 habitatges eren cases. Dels 62 habitatges principals, 50 estaven ocupats pels seus propietaris, 9 estaven llogats i ocupats pels llogaters i 3 estaven cedits a títol gratuït; 2 tenien tres cambres, 11 en tenien quatre i 49 en tenien cinc o més. 49 habitatges disposaven pel capbaix d'una plaça de pàrquing. A 26 habitatges hi havia un automòbil i a 33 n'hi havia dos o més.

### Piràmide de població
La piràmide de població per edats i sexe el 2009 era:
| Homes | Edats   | Dones |
| ----- | ------- | ----- |
| 0     | 95 o +  | 0     |
| 1     | 90 a 94 | 1     |
| 1     | 85 a 89 | 3     |
| 3     | 80 a 84 | 0     |
| 4     | 75 a 79 | 3     |
| 5     | 70 a 74 | 2     |
| 2     | 65 a 69 | 4     |
| 2     | 60 a 64 | 5     |
| 1     | 55 a 59 | 1     |
| 6     | 50 a 54 | 6     |
| 11    | 45 a 49 | 7     |
| 7     | 40 a 44 | 8     |
| 7     | 35 a 39 | 5     |
| 6     | 30 a 34 | 7     |
| 0     | 25 a 29 | 3     |
| 3     | 20 a 24 | 4     |
| 5     | 15 a 19 | 6     |
| 4     | 10 a 14 | 2     |
| 6     | 5 a 9   | 2     |
| 4     | 0 a 4   | 4     |

## Economia
El 2007 la població en edat de treballar era de 99 persones, 87 eren actives i 12 eren inactives. De les 87 persones actives 85 estaven ocupades (51 homes i 34 dones) i 2 estaven aturades (1 home i 1 dona). De les 12 persones inactives 3 estaven jubilades, 5 estaven estudiant i 4 estaven classificades com a «altres inactius».

### Ingressos
El 2009 a Unchair hi havia 66 unitats fiscals que integraven 153 persones, la mediana anual d'ingressos fiscals per persona era de 28.359 €.

### Activitats econòmiques
Dels 5 establiments que hi havia el 2007, 2 eren d'empreses de construcció, 2 d'empreses de comerç i reparació d'automòbils i 1 d'una empresa d'hostatgeria i restauració.
Dels 2 establiments de servei als particulars que hi havia el 2009, 1 era una lampisteria i 1 empresa de construcció.
L'any 2000 a Unchair hi havia 16 explotacions agrícoles que ocupaven un total de 650 hectàrees.

## Poblacions més properes
El següent diagrama mostra les poblacions més properes.